# Eduviges I de Polonia
Santa Eduviges I de Polonia (en polaco: Jadwiga Andegaweńska; en húngaro: Anjou Hedvig; en alemán: Hedwig von Anjou) (18 de febrero de 1374 – 17 de julio de 1399) fue reina de facto de Polonia de 1382 a 1399. Heredó el trono a la muerte de su padre Luis I de Hungría, mientras que su hermana mayor, María I, reinó en Hungría. Ambas, empero, terminaron casadas con poderosos nobles que finalmente evitaron que ellas reinasen independientemente. Eduviges perteneció a la Casa de los Anjou de Hungría y era hija de Luis I el Grande, rey de Hungría, quien posteriormente también heredó el trono de Polonia, y su madre fue Isabel de Bosnia. Es venerada por la Iglesia católica como Santa Eduviges La Reina, considerada como santa húngara y polaca. Es la patrona de las reinas y de la Europa Federal. Debido a su labor, Lituania se convirtió al catolicismo.

## Biografía

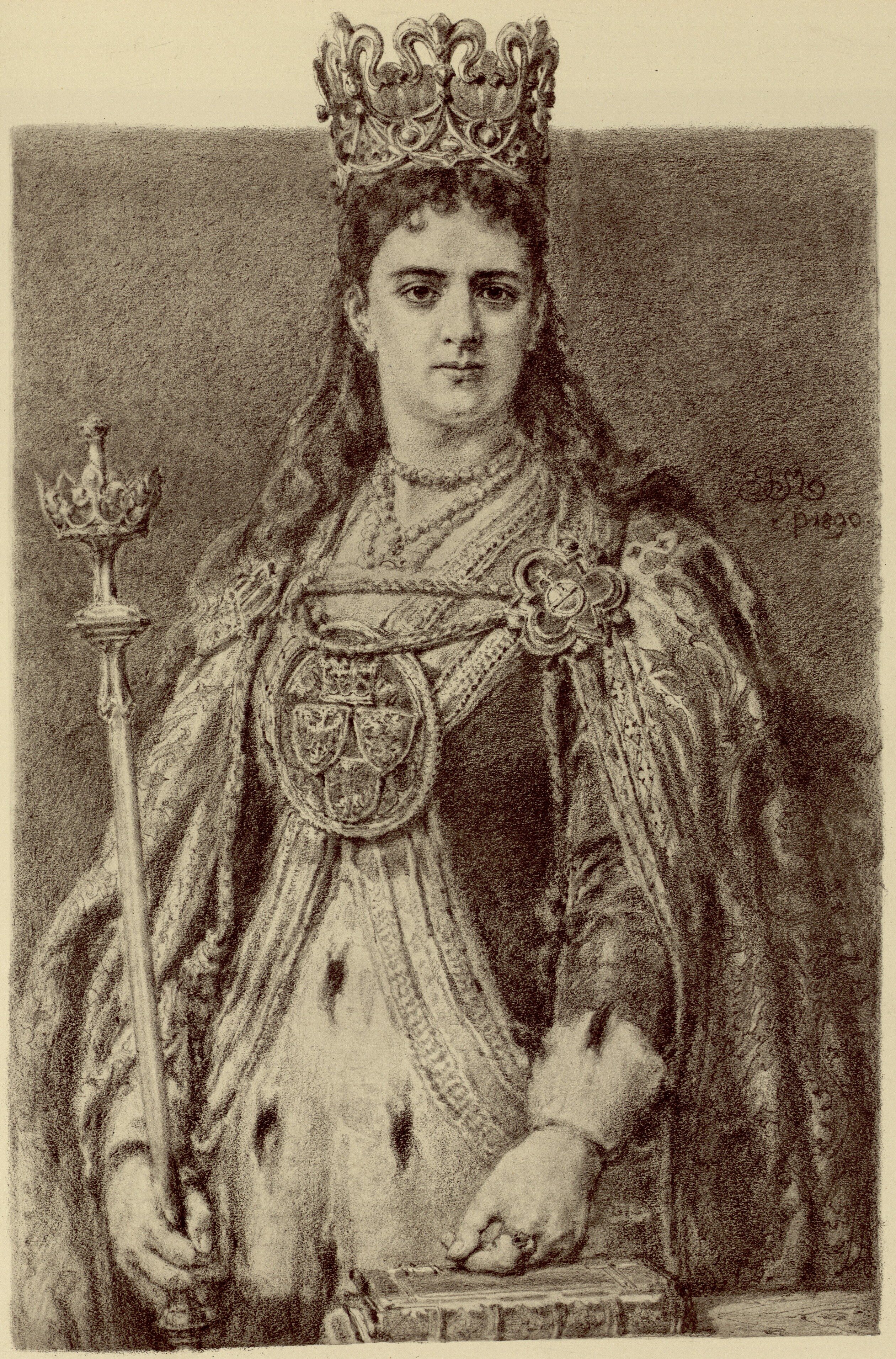
Eduviges I de Polonia (Jan Matejko)

Eduviges nació el 18 de febrero de 1374 en el palacio real de Buda o de Visegrado, como una de las hijas del rey poderoso Luis I de Hungría. Al nacer Eduviges, Hungría se hallaba en su época dorada medieval, donde el monarca gobernaba un imperio compuesto por casi 10 Estados menores en la Europa Central. Las minas de oro y plata húngaras abastecían en gran parte a las naciones europeas, y las frutas y verduras húngaras eran conocidas en las cortes de los reinos occidentales. De esta manera, cuando murió el rey Casimiro III de Polonia en 1370 y el hijo de su hermana (Luis I de Hungría) heredó el reino, los dos Estados - si bien funcionaban independientemente - fueron gobernados por el mismo monarca. Esto conllevó a ciertos problemas al inicio, pero fue más trágico el drama que tenía que resolver el rey Luis I: no contaba con hijos herederos varones, así que hizo que sus hijas fuesen aceptadas por la nobleza como sus sucesoras tras su muerte. Luis I falleció en 1382, y de inmediato surgieron los conflictos sucesorios, donde sus hijas fueron coronadas como reinas, pero no ejercieron el poder independientemente.
Eduviges había sido comprometida en matrimonio con el duque Guillermo de Austria (que para la época era un joven de 14 años). Sin embargo, la nobleza polaca no deseaba ver a un Habsburgo en el trono de Polonia junto a la reina, así que consiguieron la anulación del compromiso. Por otra parte, considerando mucho más conveniente, estos arreglaron que la reina Eduviges de 10 años de edad fuese tomada como esposa por el pagano Jagellón, duque de Lituania, quien para casarse se tuvo que convertir al cristianismo, lográndose finalmente la conversión de los lituanos y la asimilación al mundo cristiano medieval. Automáticamente se volvió el soberano polaco con el nombre de Vladislao II de Polonia. Vladislao pasó a ejercer el gobierno, quedando la reina en segundo plano, a pesar de ello fue una ferviente colaboradora de su esposo. Esta unión no tuvo descendencia, ya que la única hija del matrimonio murió a los pocos días de nacer. Tras quedar en estado nuevamente, Eduviges murió de sobreparto, y su viudo contrajo matrimonio tres veces más, dejando descendencia.
A pesar de ser venerada en Europa durante siglos, no fue hasta 1979 cuando el papa Juan Pablo II rezó ante su sarcófago. Fue beatificada en 1986 y canonizada en Cracovia el 8 de junio de 1997. Es la santa patrona de las reinas y de la Europa Unida.